# Smoljana
Smoljana es un pueblo ubicado en el municipio de Bosanski Petrovac, en el cantón de Una-Sana, Bosnia y Herzegovina.

## Superficie
Posee una superficie de 36,50 kilómetros cuadrados.

## Demografía
Hasta 2013 la población era de 151 habitantes, con una densidad de población de 4,1 habitantes por kilómetro cuadrado.